# Siatkówka plażowa na Igrzyskach Luzofonii 2006

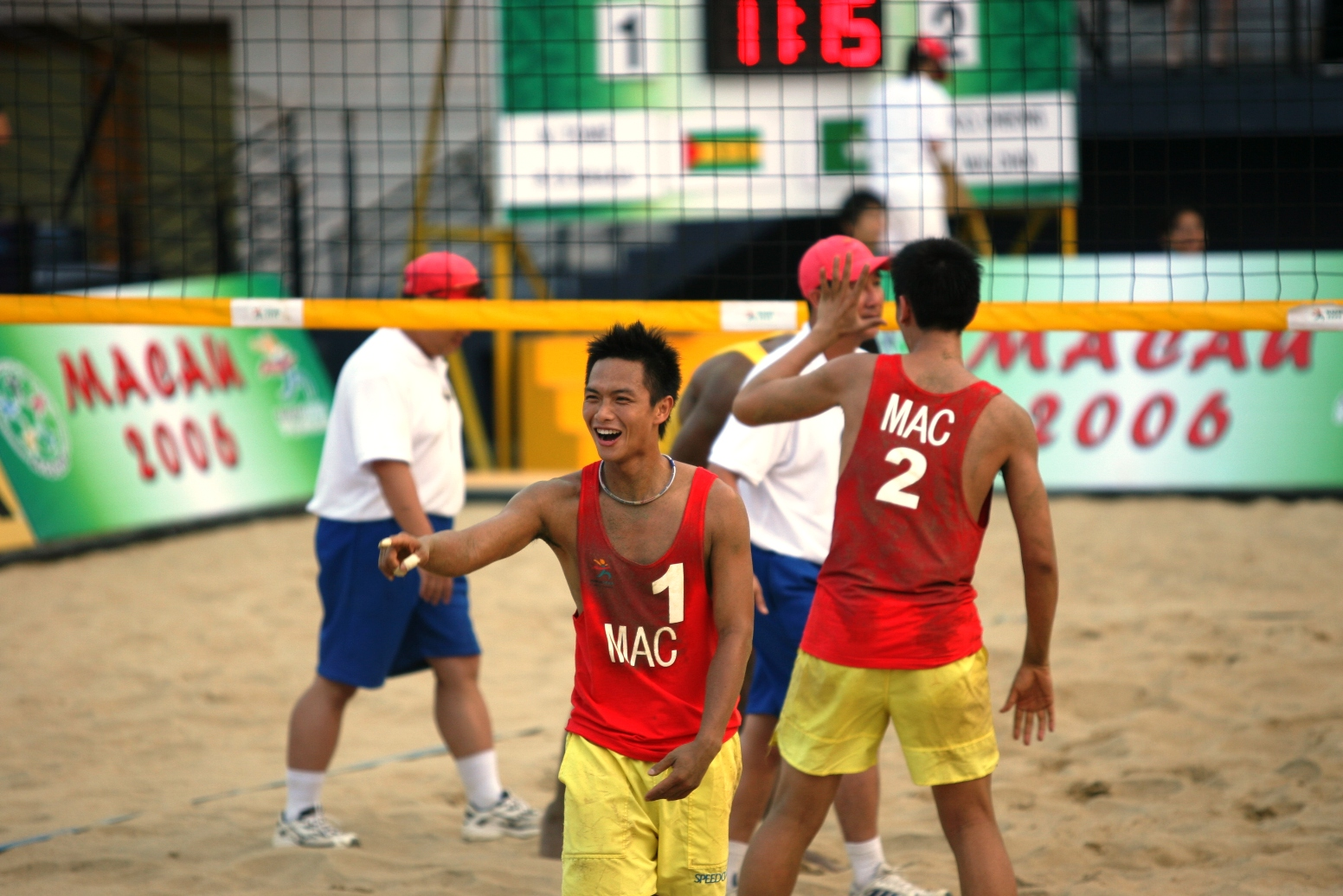
Mecz siatkówki plażowej podczas Igrzysk Luzofonii 2006. Na zdjęciu reprezentanci Makau.

Siatkówka plażowa na Igrzyskach Lufofonii 2006, rozegrana została w dniach 13-15 października 2006, na kompleksie Academia de Tênis w Makau. W zawodach tych, tryumfowali Brazylijczycy oraz Portugalczycy. W zawodach uczestniczyli również siatkarze plażowi z Angoli, Gwinei-Bissau, Indii, Makau, Mozambiku, Timoru Wschodniego, Sri Lanki, Wysp Św. Tomasza i Książęcej i Wysp Zielonego Przylądka.

## Medaliści
| Konkurencja |                                                                 |                                        |                                                                                 |
| ----------- | --------------------------------------------------------------- | -------------------------------------- | ------------------------------------------------------------------------------- |
| Mężczyźni   | Brazylia · João Luís Piana Maciel · Giuliano de Pinho Costa     | Portugalia · ? Rosas · José Pedrosa    | Portugalia · Miguel Maia · ? Lopes                                              |
| Kobiety     | Brazylia · Camilla dos Reis Saldanha · Liliane Simões Maestrini | Brazylia · Ana Richa · E. M. Secomandi | Portugalia · ? Castro · Juliana Antunes · Portugalia · Rosa Costa · Ana Freches |

## Tabela medalowa
| Poz. | Państwo    |   |   |   | Łącznie |
| ---- | ---------- | - | - | - | ------- |
| 1    | Brazylia   | 2 | 1 | 0 | 3       |
| 2    | Portugalia | 0 | 1 | 2 | 3       |